# Luras
Luras (sardinski: Lùras, galurski: Lùrisi) je grad i općina (comune) u pokrajini Sassariju u regiji Sardiniji, Italija. Nalazi se na nadmorskoj visini od 508 metara i ima 2 556 stanovnika.
 Prostire se na 87,59 km². Gustoća naseljenosti je 29 st/km².
Susjedne općine su: Arzachena, Calangianus, Luogosanto, Sant'Antonio di Gallura i Tempio Pausania.